# Atomic Austria
La Atomic Austria GmbH è un'azienda austriaca produttrice di sci. È interamente posseduta dal gruppo finlandese Amer Sports. I suoi prodotti sono diffusi in tutto il mondo; l'azienda fornisce le attrezzature a molti professionisti di varie discipline dello sci, fra i quali Marcel Hirscher, Mikaela Shiffrin, Sofia Goggia, Gus Kenworthy, Chris Benchetler e, fino al 2007, alla leggenda dello sci austriaco Hermann Maier.

## Storia

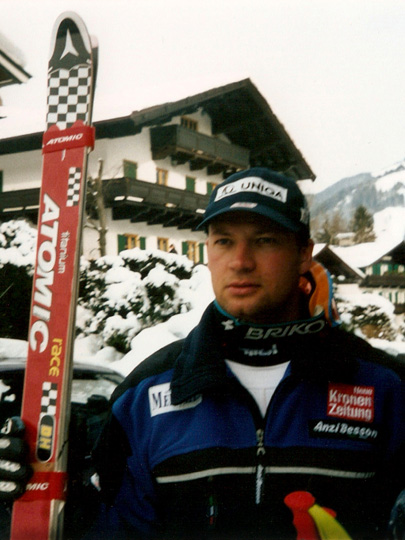
Stephan Eberharter con i suoi sci Atomic da discesa

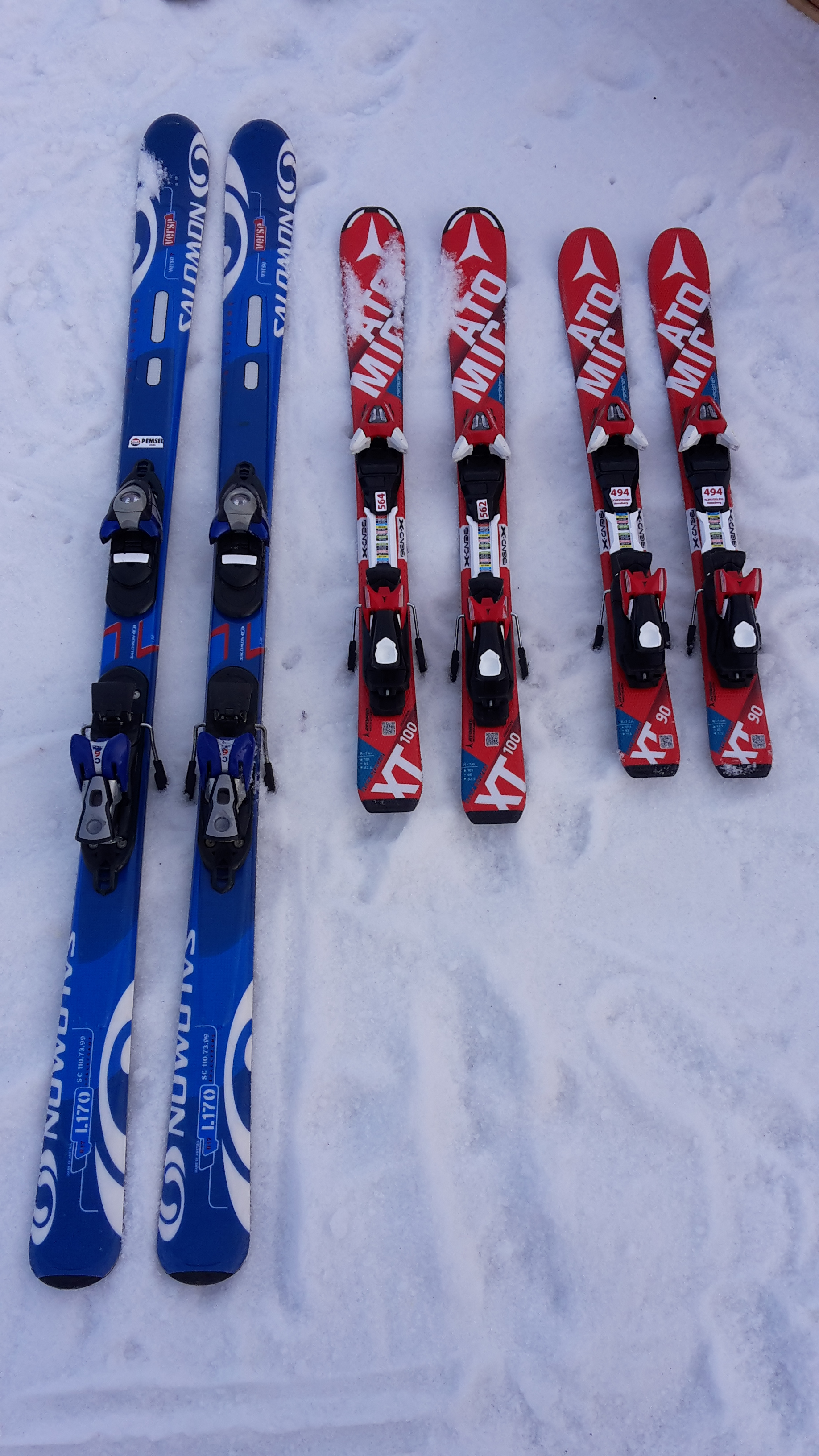
Salomon/Atomic

Atomic fu fondata nel 1955 da Alois Rohrmoser e iniziò la produzione industriale di sci nel 1966.